# Idiopsar brachyurus
El yal colicorto, yal grande (en Argentina) o fringilo de cola corta (en Perú) (Idiopsar brachyurus), es una especie de ave paseriforme de familia Thraupidae perteneciente al género Idiopsar. Es nativo de la región andina del oeste de América del Sur. 

## Distribución y hábitat
Se distribuye de forma disjunta por la pendiente oriental de la cordillera de los Andes, desde el sureste de Perú (Cuzco) y noroeste de Bolivia (hasta Cochabamba) y desde el sur de Bolivia (Tarija),  hasta el noroeste de Argentina (hasta Salta y Tucumán).
Esta especie es considerada poco común y local en sus hábitats naturales: los pastizales puneños, principalmente en laderas rocosas escarpadas, con derrubios sueltos o grandes rocas, en altitudes entre 3200 y 4600 m.

## Sistemática

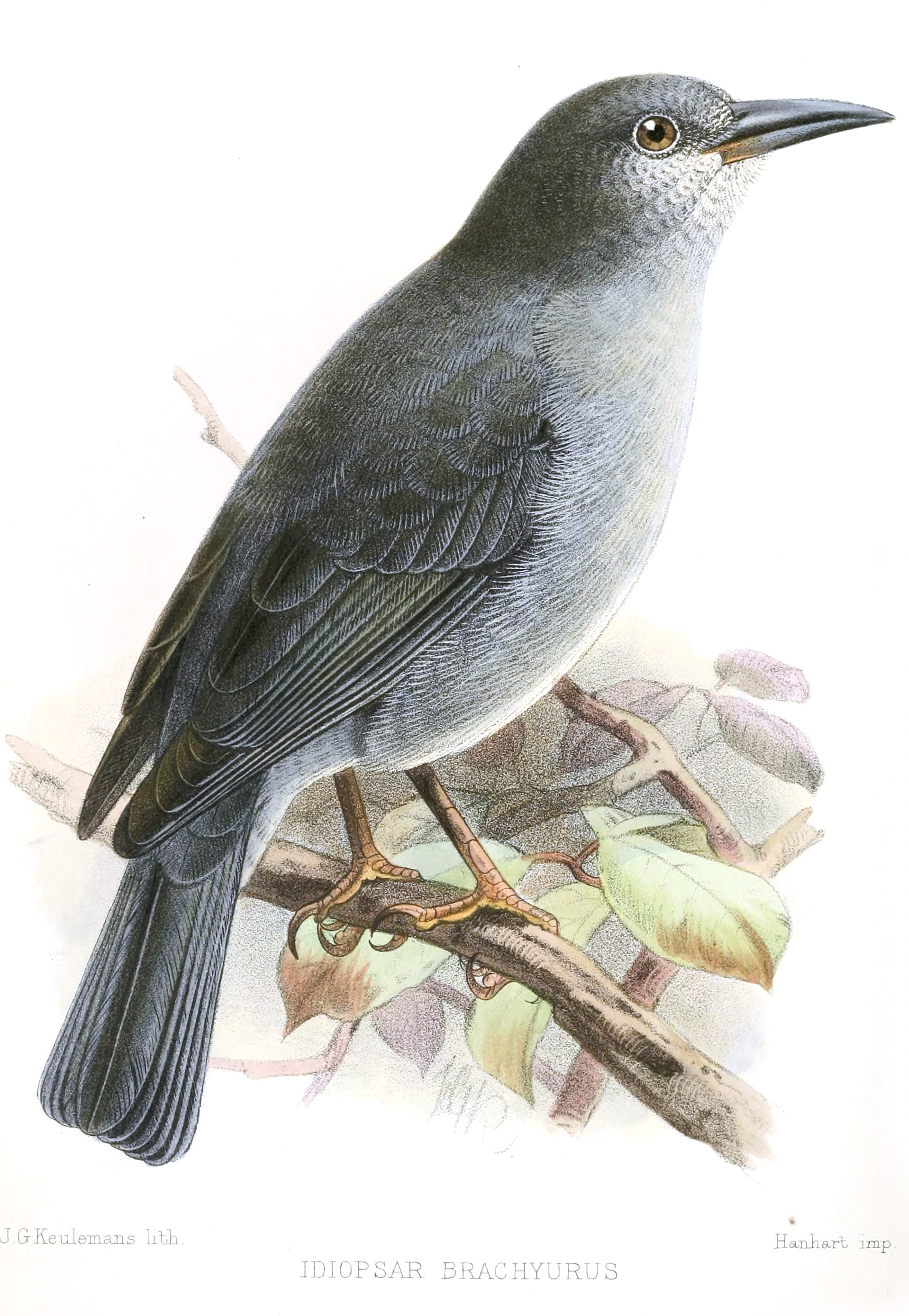
Idiopsar brachyurus, ilustración de Keulemans en The Ibis, 1884.

### Descripción original
La especie I. brachyurus fue descrita por primera vez por el ornitólogo estadounidense John Cassin en 1867 bajo el mismo nombre científico; la localidad tipo es: «La Paz, Bolivia.»

### Etimología
El nombre genérico masculino Idiopsar se compone de las palabras del griego «idios»: diferente, peculiar, y «psar»: el estornino (Sturnidae); y el nombre de la especie «brachyurus» se compone de las palabras griegas «brakhus»: corto, y «ouros»: cola.

### Taxonomía
Es monotípica. Los amplios estudios filogenéticos recientes demuestran que la presente especie es hermana de Idiopsar speculifer, y el par formado por ambas es hermano del par formado por Idiopsar dorsalis e Idiopsar erythronotus .